# كايزن

"كايزن" مكتوبة بطريقة الكانجي.

كايزن (باليابانية: 改善)، مفهوم ياباني معناه «التحسين المستمر» ويعكس فلسفة تهدف إلى تحسين العمليات والإنتاجية في مختلف المجالات. يعتمد كايزن على جهود كل الأفراد في مؤسسة ما حيث يشدد على تحسينات صغيرة ومنتظمة على مدى الوقت للحصول على نتائج كبيرة. في مجال الأعمال التجارية، تُشير «كايزن» إلى الأنشطة التي «تُحسِّن باستمرار» جميع الوظائف وتشمل جميع الموظفين بدءاً من الرئيس التنفيذي إلى عُمَّال خط التجميع. تنطبق «كايزن» أيضا على العمليات، مثل عمليات الشراء والخدمات اللوجستية (السوقيات) عبر الحدود التنظيمية إلى سلسلة التوريد. وقد تم تطبيق «الكايزن» في مجال الرعاية الصحية،  العلاج النفسي،  التدريب والتوجيه الحياتي، الأعمال الحكومية والخدمات المصرفية وغيرها من الصناعات.
تهدف «كايزن» إلى القضاء على الهدر (انظر التصنيع الخالي من الهدر) وذلك من خلال تحسين البرامج المعيارية والطرائق. تمت ممارسة طريقة «كايزن» لأول مرة في الشركات اليابانية بعد الحرب العالمية الثانية، وتأثرت جزئياً بمُعلِّمِي إدارة الأعمال وإدارة الجودة الأمريكان، وظهرت بصورة ملحوظة كجزء من أسلوب شركة "تويوتا". ومنذ ذلك الحين انتشرت في جميع أنحاء العالم وقد تم تطبيقها أيضا في بيئات خارج نطاق التِجارَة والإنتاج.

## معنى كايزن
الكلمة اليابانية ( 改善 ) كايزن  تعني: «التغيير للأفضل»، والمعنى الكامن لها في القواميس اليابانية وفي الاستخدام اليومي لها في اليابان هو: إما «التغيير المستمر للأفضل» أو «فلسفة التغيير للأفضل». تُشير الكلمة إلى أي «تحسُّن» كان، سواء لمرة واحدة أو بشكل مستمر، كبيراً كان أو صغيراً، وتحمل معاني كلمة (بالإنجليزية: Improvement)‏ في اللغة الإنجليزية، أو بالعربية: «إصْلاح؛ إنْماء؛ تَجْوِيد؛ تَحْسِين؛ تَقَدّم؛ تَنْمِيَة».
ومع ذلك، وبالنظر إلى الممارسة الشائعة في اليابان «بعنونة» تقنيات التحسين الصناعية أو التجارية بكلمة «كايزن» لا سيما الممارسات التي تقودها شركة تويوتا كرأس الحربة، إلا أن كلمة «كايزن» في الإنجليزية عادة ما تُطبق فقط على تدابير «التحسين المستمر»، وخاصة المتوافقة مع «الفلسفة اليابانية». يُركز الموضوع أدناه على مثل هذه التفسيرات لكلمة «كايزن» بحسب استخدمها كثيرا في سياق مناقشات الإدارة الحديثة.

## منهاج كايزن
هناك منهجان متميزان «لكايزن»:
- تدفق كايزن.
- عملية كايزن.

إن استخدام نموذج كايزن للتحسين المستمر يتطلب استخدام كلا من «تدفق كايزن» و «عملية كايزن» معاً.
تُستخدَم «عمليات كايزن» في كثير من الأحيان لجعل العمال يُركِّزون على استمرار التحسينات الصغيرة. يبحث المُشغِّلون في المقام الأول عن الأفكار الصغيرة التي يُمكن تنفيذها في نفس اليوم، متي كان ذلك ممكنا. وهذا على النقيض من النماذج التقليدية لتحسين العمل والتي عادة ما يكون فيها فارق زمني طويل بين «تطوير الفكرة» و«تنفيذ المشروع».

### تدفق كايزن
المنهاج الأول هو «تدفق كايزن»: هو التوجه نحو تدفق المواد والمعلومات، وتُعرّف غالبا بتطبيقها في إعادة هيكلة منطقة إنتاج بأكملها، أو حتى إعادة هيكلة شركة.

### عملية كايزن
والمنهاج الثاني هو «عملية كايزن»: وهي تعني تحسين وضعية عمل الشخص. وبالتالي فإن تحسين طريقة إنتاج العمال أثناء عملهم هو جزء من عملية «كايزن».

## استخدامات كايزن
إن «كايزن» هي عملية يومية الغرض منها أبعد من مجرد تحسين الإنتاجية، بل إنها أيضا عملية إذا تم القيام بها بشكل صحيح فإنها تؤنس مكان العمل وتُذهب آثار العمل الشاق (وذلك يُسمَى باليابانية: موري (باليابانية: 無理)) وتُعلِّم الناس كيفية إجراء التجارب على عملهم باستخدام المنهاج العلمي وتُعلِّم كيفية اكتشاف والقضاء على الهدر في العمل. في المجمل، تشير عملبة «كايزن» إلى إضفاء الطابع الإنساني على العاملين وعلى زيادة الإنتاجية: «الفكرة هي تَنْشِئَة موظفي الشركة بقدر الإمكان على تحبيذ وتشجيع الاندماج في عملية كايزن». إن التطبيق الناجح لكايزن يتطلب «مشاركة العمال في التحسن».
يشارك جميع الناس من كل مستويات المنظمة في «كايزن» بدءاً من الرئيس التنفيذي ووصولا إلى موظفي الحراسة، حتى المالكين وحملة الأسهم الخارجيين عند الاقتضاء. ترتبط «كايزن» أكثر بعمليات التصنيع، كما في تويوتا، ولكن تم استخدامها كذلك في بيئات العمل غير الصناعية. يمكن أن يكون تطبيق «كايزن» على صورة فردية، أو نظام اقتراحات، أو في مجموعة صغيرة أو من خلال مجموعة كبيرة. في شركة تويوتا تكون «كايزن» عادة على صورة «تحسين موضعي» داخل محطة العمل الصغيرة أو في منطقة العمل الأكبر، تقوم به مجموعة صغيرة من العمال يحسِّنون بيئة العمل والإنتاجية الخاصة بهم. هذه المجموعة الصغيرة غالبا ما تكون موجهة إلى تطبيق «كايزن» من خلال إرشاد مشرف العمل (بالإنجليزية: supervisor)‏ الخاص بهم، وفي بعض الأحيان يكون هذا هو الدور المفصلي الأساسي لمشرف العمل. أما على نطاق واسع عبر نطاق الإدارات المختلفة في الشركات، فإن «كايزن» تقوم بإنشاء إدارة الجودة الشاملة، وبذلك تحرر الجهود البشرية من خلال تحسين الإنتاجية باستخدام قدرات آلات الحوسبة.[بحاجة لمصدر]

### منهجية عمل كايزن
بينما تقوم عملية «كايزن» (في تويوتا) عادة على التحسينات الصغيرة، فإن ثقافة استمرارية التحسينات الصغيرة وتوحيد تطبيق القوانين العلمية القياسية في الصناعة (بالإنجليزية: standardization)‏ تعود بنتائج كبيرة في مجال تحسين الإنتاجية. هذه الفلسفة تختلف عن برامج التحسين القائمة على «القيادة والسيطرة» (مثال: تحسين إجراءات العمل) التي ظهرت في منتصف القرن العشرين. إن منهجية كايزن تتضمن «إجراء تغييرات» و«رصد النتائج»، ثم «التعديل». في «كايزن» يتم استبدال التخطيط المسبق على نطاق واسع وجدولة المشاريع، واستبدالها بتجارب أصغر يمكن تعديلها بسرعة لتصبح أكثر ملائمة للتحسينات الجديدة المُقترحة.[بحاجة لمصدر]

### صاعقة كايزن
في الاستعمال الحديث «لكايزن»، يتم تصميم عملية كايزن لمعالجة قضية معينة على مدى أسبوع، وهذه العملية تُسمّى: «صاعقة كايزن» أو «غارة كايزن» (بالإنجليزية: kaizen blitz)‏ ولها اسم آخر هو «حَدَث كايزن» (بالإنجليزية: kaizen event)‏. مجال هذه العملية محدود، وما ينتج عنها يُستخدم عادة في «حملات كايزن» أخرى لاحقة. [بحاجة لمصدر]

### زنكاي
يُمنح الشخص الذي يقوم بمساهمة كبيرة في نجاح تنفيذ «كايزن» من خلال «حملة كايزن»، يُمنح لقب: «زنكاي Zenkai».

## تاريخ كايزن
تم تطوير نهج تحسين العمل الصغير في الولايات المتحدة الأمريكية من خلال برنامج التدريب داخل مجال الصناعة (بالإنجليزية: Training Within Industry)‏ (ويُعرف ذلك اختصارا: بطرق عمل TWI). فبدلاً من تشجيع عمل تغييرات كبيرة وجذرية لتحقيق الأهداف المنشودة، أوصت هذه الأساليب بأن تُقدم المؤسسات تحسينات صغيرة، ويفضل أن يتم تنفيذها في نفس اليوم. كان السبب الرئيسي هو أنه خلال الحرب العالمية الثانية لم يكن هناك وقت ولا موارد لإجراء تغييرات كبيرة ومبتكرة في إنتاج المعدات الحربية. جاء جوهر هذا النهج لتحسين استخدام القوة العاملة الموجودة والتقنيات المتوفرة.

### قسم الاتصال المدني

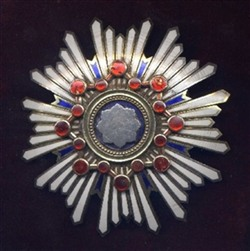
"وسام الكنز المقدس"، منحه إمبراطور اليابان إلى الدكتور جورج إدواردز ديمنج في عام 1960م، عن ريادة، وتقديم، وتنفيذ «كايزن» في اليابان.

كجزء من خطة مارشال بعد الحرب العالمية الثانية، جلبت قوات الاحتلال الأمريكية الخبراء للمساعدة في إعادة بناء الصناعة اليابانية، بينما وضع «قسم الاتصال المدني» (بالإنجليزية: Civil Communications Section)‏ (CCS) برنامج التدريب إداري لتدريس «أساليب التحكُّم الإحصائية» كجزء من مجمل المواد. قام كل من هومير ساراسون (Homer Sarasohn) وتشارلز بروتزمان (Charles Protzman) بتطوير وتدريس هذه الدورة في عام 1949-1950م. أوصى ساراسون بمهندس التصنيع جورج إدواردز ديمنج لمزيد من التدريب على الأساليب الإحصائية.

### القسم الاقتصادي والعلمي
أيضاً، وُكِّلت إلي مجموعة «القسم الاقتصادي والعلمي» (بالإنجليزية: Economic and Scientific Section)‏ (ESS) مهمة تحسين مهارات الإدارة اليابانية، فقام إدغار مكفوي (Edgar McVoy) بدور أساسي في إحضار لويل ميلين (Lowell Mellen) إلى اليابان لتأسيس برنامج التدريب داخل مجال الصناعة (TWI) بشكل صحيح في عام 1951م.
قامت مجموعة «القسم الاقتصادي والعلمي» (ESS) بإعداد فيلم تدريبي لتقديم برامج TWI الثلاثة البادئة بحرف «ع» (TWI's three "J" programs): تعليمات العمل (بالإنجليزية: Job Instruction)‏، وأساليب العمل (بالإنجليزية: Job Methods)‏ وعلاقات العمل (بالإنجليزية: Job Relations)‏. كان عنوان الفيلم هو «التحسين في أربع خطوات» (باليابانية: カイゼン・エヌ・ダンカン) (Kaizen eno Yon Dankai)، وهكذا تم تقديم «كايزن» إلى اليابان.
في عام 1960م، منح إمبراطور اليابان وسام الكنز المقدس إلى الدكتور جورج إدواردز ديمنج، عن ريادة، وتقديم، وتنفيذ «كايزن» في اليابان. لاحقاً، قام «الاتحاد الياباني للعلماء والمهندسين» (JUSE) (باليابانية: 日本科学技術連盟) بإنشاء جائزة ديمنج السنوية للإنجاز في الجودة واعتمادية المنتجات.
في 18 تشرين الأول / أكتوبر 1989م، منح «الاتحاد الياباني للعلماء والمهندسين» (JUSE) جائزة ديمنج إلى شركة «فلوريدا للطاقة والإضاءة» (بالإنجليزية: Florida Power & Light)‏، ومقرها في الولايات المتحدة، جائزة استثنائية للإنجازات في إدارة العمليات ومراقبة الجودة، مما جعلها أول شركة خارج اليابان تفوز بجائزة ديمنج.

## طرائق تنفيذ كايزن

دورات: "خطِّط ← نفِّذ ← تحقّق ← صحّح" (PDCA)

يُعرف عن نظام إنتاج تويوتا إتباعه مبدأ «كايزن»، حيث يُتوقع من كل رئيس لخط إنتاج أن يُوقف خط الإنتاج الخاص به في حال وجود أي خلل، ثم يقترح مع مشرف عليه «طريقة تحسين» لحل هذا الخلل، والتي قد تؤدي إلى الشروع في عملية «كايزن».

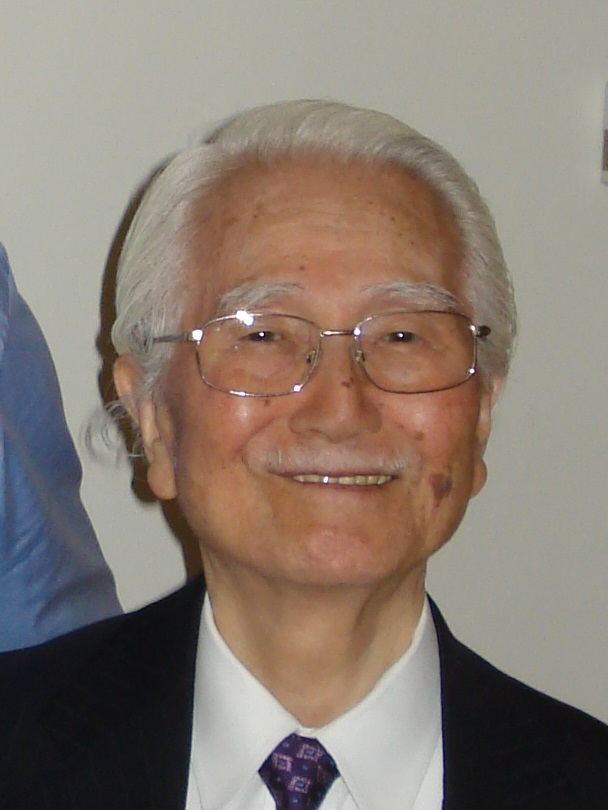
اشتهر المستشار الياباني "ماساكي إيماي" (Masaaki Imai)، بأعماله على "إدارة الجودة" وبخاصة "الكايزن"، وكان سبباً في اشتهار مصطلح "كايزن" من خلال كتابه: "كايزن: مفتاح نجاح اليابان التنافسي"

يمكن تعريف دورة نشاط «كايزن» بأنها: «خطِّط ← نفِّذ ← تحقّق ← صحّح». تُعرف هذه الدورة أيضاً باسم "دورة شيوارت" أو «رباعية شويهارت» أو «رباعية ديمنج» أو اختصاراً: «PDCA» المأخوذة من الأحرف الإنكليزية الأولي من: "Plan → Do → Check → Act".
توجد تقنية أخرى تستخدم بالاقتران مع «PDCA» وهي تقنية «الأسباب الخمسة» وتُسمى أيضا «الخمس لماذات؟» (بالإنجليزية: 5 Whys)‏، التي هي شكل من «تحليل السبب الجذري» (بالإنجليزية: root cause analysis)‏ التي يسأل فيها المستخدم سلسلة من خمسة أسئلة: «لماذا؟» حول الفشل الذي حدث، مستند في كل مسألة لاحقة على الجواب السابق. يكون هناك عادة سلسلة من الأسباب النابعة من نفس السبب الجذري،  ويمكن تصويرها باستخدام مخطط عظم السمكة (ويُسمى أيضا: مخطط إيشيكاوا) أو عن طريق الجداول. يمكن استخدام طريقة «الخمس لماذات؟» كأداة أساسية في تحسين الشخصية،  أو كوسيلة لخلق الثروة.
المستشار الياباني «ماساكي إيماي» (Masaaki Imai) المشهور بأعماله على «إدارة الجودة» وبخاصة «الكايزن»، كان سبباً لشهرة المصطلح «كايزن» وذلك من خلال كتابه المعروف: «كايزن: مفتاح نجاح اليابان التنافسي» (بالإنجليزية: Kaizen: The Key to Japan's Competitive Success)‏.

### «صاعقة كايزن» و «انفجار كايزن»
في كتاب «الكتاب الميداني لطريقة تويوتا» (بالإنجليزية: Toyota Way Fieldbook)‏، ناقش ليكر (Liker) وماير (Meier) نهج «صاعقة كايزن» (بالإنجليزية: kaizen blitz)‏ ونهج «انفجار كايزن» (بالإنجليزية: kaizen burst)‏ للتحسين المستمر.
إن منهج «صاعقة كايزن» أو «التحسن السريع»، هي تركيز نشاط كايزن على عملية معينة أو نشاط بعينه، ويكون المفهوم الأساسي فيها هو تحديد الهدر وإزالته بسرعة.
أما منهج «انفجار كايزن» فهو عملية كايزن خاصة على عملية مُسْتَفِيضة على تخطيط تدفق القيمة (بالإنجليزية: Value Stream)‏ لسير عملية الإنتاج.
يخضع وسطاء «كايزن» عموما (بالإنجليزية: facilitators)‏ لتدريب وتَصْدِيق قبل إجراء مشروع «كايزن».[بحاجة لمصدر]

### المفاتيح العشرون
في عقد 1990م، نشر الأستاذ البروفسير/ إيواو كوباياشي (Iwao Kobayashi) كتابه «20 مفتاحاً لتحسين مكان العمل» وأنشأ عملياً إطار عمل موضح خطوة بخطوة من أجل «عملية التحسين»، وسُمّي ذلك:«المفاتيح العشرون».
حدد البروفسير/ إيواو 20 مجالاً يتم التركيز عليها، والتي يجب أن تكون كلها مُحسنة من أجل تحقيق تغيير كلي مُستدام. وذهب البروفسير/ إيواو إلى أبعد من ذلك، فعَرَّف 5 مستويات من التطبيق لكل واحدة من مجالات التركيز العشرون.

#### مفاتيح القاعدة
هناك أربعة من مجالات التركيز العشرون يُسمون: «مفاتيح القاعدة». وفقا «للمفاتيح العشرين» فإنه لابد من البدء بتحسين «مفاتيح القاعدة» قبل الشروع في باقي المفاتيح العشرين الآخرين، وذلك من أجل تشكيل نظام قوي في الشركة. «مفاتيح القاعدة» الأربعة هي:
- مفتاح 1 - التنظيف والتنظيم لجعل العمل سهلا، وهذا يقوم على منهجية 5S (باليابانية: seiri, seiton, seiso, seiketsu, shitsuke - صنِّف، رتِّب، لمّع، عايِر، واصِل).
- مفتاح 2 - محاذاة الهدف / ترشيد النظام
- مفتاح 3 - أنشطة المجموعة الصغيرة
- مفتاح 4 - الريادة وتقنية الموقع.

## وصلات خارجية
- تويوتا تتعثر ولكن عبادة «كايزن» مستمرة ، رويترز
- الانحراف إلى الأمام مع كايزن، كارن G. Bulsuk
- كايزن جو مارشال
- دليل كايزن لعمليات بدء التشغيل - دليل أفضل الممارسات بن Geck
- تعريف كايزن ، ماساكي ايماي
- إدارة الإجهاد ، جين الذبح